# Sainte-Foy-lès-Lyon
Sainte-Foy-lès-Lyon là một xã thuộc tỉnh Rhône trong vùng Rhône-Alpes phía đông nước Pháp. Xã này nằm ở khu vực có độ cao trung bình 311 mét trên mực nước biển.
Đây là một ngoại ô của thành phố Lyon, nằm về bắc đông bắc thành phố này.

## Kết nghĩa
Sainte-Foy-lès-Lyon kết nghĩa với
- Lichfield, Staffordshire, Anh.
- Kraljevo, Serbia

## Cư dân nổi bật
- Frédéric Kanouté, cầu thủ bóng đá
- Éric-Emmanuel Schmitt, tiểu thuyết gia và kịch gia
- Alexis Carrel, bác sĩ, nhà sinh học.